# NXT: New Year’s Evil (2021)
NXT: New Year’s Evil (2021) – specjalny odcinek cotygodniowego programu NXT. Odbył się 6 stycznia 2021 w WWE Performance Center w Orlando w stanie Floryda. Emisja była przeprowadzana na żywo za pośrednictwem USA Network. Gospodarzem odcinka był Dexter Lumis. 
W odcinku odbyło się sześć walk. W walce wieczoru, Finn Bálor pokonał Kyle’a O’Reilly’ego broniąc NXT Championship. W innych ważnych walkach, Santos Escobar pokonał Grana Metalika i obronił NXT Cruiserweight Championship, Raquel González pokonała Rheę Ripley w Last Woman Standing matchu oraz w pierwszej walce Karrion Kross pokonał Damiana Priesta.

## Produkcja i rywalizacje
NXT: New Year's Evil oferowało walki profesjonalnego wrestlingu z udziałem różnych wrestlerów należących do brandu NXT spośród istniejących oskryptowanych rywalizacji i storyline’ów. Kreowane są podczas cotygodniowych gal NXT. Wrestlerzy są przedstawieni jako heele (negatywni, źli zawodnicy i najczęściej wrogowie publiki) i face’owie (pozytywni, dobrzy i najczęściej ulubieńcy publiki), którzy rywalizują pomiędzy sobą w seriach walk mających budować napięcie. Kulminacją rywalizacji jest walka wrestlerska lub ich seria.

### Wpływ COVID-19
W wyniku pandemii COVID-19, która zaczęła wpływać na branżę w połowie marca, WWE musiało zaprezentować większość swojego programu z zestawu bez udziału realnej publiczności. Transmisje NXT odbyły się początkowo w macierzystej bazie NXT w Full Sail University w Winter Park w stanie Floryda. W październiku 2020 roku wydarzenia NXT zostały przeniesione do WWE Performance Center w Orlando w stanie Floryda, gdzie znajduje się „Capitol Wrestling Center”, hołd złożony Capitol Wrestling Corporation, poprzednikowi WWE. Podobnie jak WWE ThunderDome wykorzystywane do programowania Raw i SmackDown, tablice LED zostały umieszczone wokół Performance Center, aby fani mogli uczestniczyć wirtualnie, podczas gdy dodatkowo obecni byli przyjaciele i członkowie rodziny wrestlerów, a także ograniczona liczba rzeczywistych fanów, oddzielonych od siebie ściankami ze szkła.

### Finn Bálor vs. Kyle O’Reilly
Na TakeOver 31, Finn Bálor pokonał Kyle’a O’Reilly’ego, aby zachować mistrzostwo NXT. Doznali autentycznych obrażeń podczas walki, przez co przegapili kolejny odcinek NXT. Na odcinku z 9 grudnia, Pete Dunne oświadczył, że zamierza rzucić wyzwanie O’Reilly’emu o tytuł, ale O’Reilly przerwał, a za nim Damian Priest, który wszyscy chcieli własnej szansy na tytuł. Następnie Bálor oświadczył, że będzie bronił tytułu na New Year’s Evil, ale pozwoliłby także generalnemu menedżerowi NXT Williamowi Regalowi wybrać pretendenta do tytułu. Potem Scarlett, menedżerka Karriona Krossa, przerwała, a Bálor oświadczył, że przyjmie wyzwanie Krossa, kiedy tylko będzie gotowy. Sam Kross fizycznie pojawił się w tym odcinku i zaatakował Priesta, wysyłając go przez stół. W następnym tygodniu, O’Reilly pokonał Dunne’a i został pretendentem numer jeden do tytułu na New Year’s Evil. Również w tym samym odcinku, po tym jak Kross wygrał swoją walkę, Kross wyzwał Priesta na pojedynek na New Year’s Evil.

### Rhea Ripley vs. Raquel González
Na NXT: Halloween Havoc, Rhea Ripley pokonała Raquel González (w towarzystwie Dakoty Kai). Na TakeOver: WarGames drużyna González pokonała drużynę Ripley, a González zdobyła zwycięski pinfall. W następnym odcinku NXT, po tym, jak González pokonała Ember Moon, González i Toni Storm zaatakowały Moon, zanim Ripley obroniła ją, po czym González i Ripley spojrzały na siebie. W następnym tygodniu. Ripley przegrała ze Storm po interwencji González. Na odcinku z 23 grudnia, po tym, jak Ripley wygrała swoją walkę, Ripley i González wdały się w masową bójkę, walcząc nawet przez sędziów, którzy próbowali je rozdzielić. Później tej nocy zaplanowano Last Woman Standing match pomiędzy González i Ripley na New Year’s Evil.

### Santos Escobar vs. Gran Metalik
30 grudnia na odcinku NXT, gdy Legado Del Fantasma (NXT Cruiserweight Champion Santos Escobar, Joaquin Wilde i Raul Mendoza) rozmawiali o tym, jak wspaniały był dla nich rok 2020, przerwali im Lucha House Party (Gran Metalik i Lince Dorado), co bezpośrednio potem doprowadziło do tag team matchu, w którym Lucha House Party zwyciężyło. Później tej nocy gospodarz New Year’s Evil, Dexter Lumis, ogłosił, że Escobar będzie bronił tytułu NXT Cruiserweight Championship przeciwko Metalikowi na New Year’s Evil.

### Walka Xii Li
30 grudnia na odcinku NXT, po tygodniach sesji treningowych, Xia Li i Boa ogłosili, że pojawią się na New Year’s Evil.

### Odwołana walka

#### Tommaso Ciampa vs. Timothy Thatcher
Na TakeOver: WarGames, Tommaso Ciampa pokonał Timothy’ego Thatchera. W następnym odcinku NXT, Ciampa wygrał swoją walkę pomimo ingerencji jednego z sojuszników Thatchera. Dwa tygodnie później, po tym, jak Thatcher przegrał walkę, Thatcher zaatakował swojego przeciwnika, dopóki Ciampa nie wykonał dzwonka Willow na Thatcherze, po czym powiedział mu, że zobaczy go w fight pitcie na New Year’s Evil. Jednak w dniu imprezy ogłoszono, że Thatcher doznał kontuzji podczas treningu do walki i walka została przełożona. Walka została przełożona na odcinek 20 stycznia, w którym zwyciężył Thatcher. Następnie Thatcher ogłosił, że on i Ciampa połączą siły w szóstym turnieju Dusty Rhodes Tag Team Classic.

## Wyniki walk
| Nr                                 | Wyniki | Stypulacje                                     | Czas  |
| ---------------------------------- | --- | ---------------------------------------------- | ----- |
| 1                                  | Karrion Kross (ze Scarlett) pokonał Damiana Priesta poprzez pinfall                                                                    | Singles match                                  | 15:29 |
| 2                                  | Santos Escobar (c) (z Joaquinem Wildem i Raulem Mendozą) pokonał Grana Metalika (z Lince Dorado) poprzez pinfall                       | Singles match o NXT Cruiserweight Championship | 12:28 |
| 3                                  | Xia Li (z Boa) pokonała Katrinę Cortez poprzez pinfall                                                                                 | Singles match                                  | 1:27  |
| 4                                  | Raquel González (z Dakotą Kai) pokonała Rheę Ripley poprzez pinfall                                                                    | Last Woman Standing match                      | 17:26 |
| 5                                  | Kushida i Shotzi Blackheart pokonali The Way (Johnny’ego Gargano i Candice LeRae) (z Austinem Theorym i Indi Hartwell) poprzez pinfall | Mixed Tag Team match                           | 8:57  |
| 6                                  | Finn Bálor (c) pokonał Kyle’a O’Reilly’ego poprzez submission                                                                          | Singles match o NXT Championship               | 17:24 |
| (c) – mistrz/mistrzyni przed walką | |                                                |       |